# Mental representation
Mental representation är inom kognitionsvetenskapen modeller eller strukturer för inre bilder av yttre händelser och situationer, det vill säga mental avbildning av världen. 
Mentala representationer är bilder, idéer, koncept och principer som vi skapar och kan manipulera i form av språk, tankar, resonerande och problemlösning. Mental representation är en perceptuell upplevelse som äger rum utan inverkan av något externt stimuli och innebär detaljrika, verklighetstrogna föreställningar som vi kan framkalla för vår inre syn. Mentala bilder uppstår såväl i våra drömmar när vi sover, som i vaket tillstånd när vi dagdrömmer, minns hur något har sett ut, eller tänker på hur något skulle kunna se ut. Bilderna vi ser i vaket tillstånd kan vi manipulera och ändra utifrån våra behov eller för att undersöka alternativa lösningar på ett problem eller en situation. Vi använder även mentala bilder för att träna på en färdighet, något som är särskilt vanligt hos idrottare. Mentala representationer består oftast av visuella bilder men kan även bestå av lukter, ljud och smaker. 
Representationerna grundar sig vanligtvis på perceptuella intryck vi plockar fram ur minnet, men den mänskliga hjärnan har även förmågan att manipulera föremål och situationer i tanken och därav bilda representationer av objekt eller situationer som vi ännu inte sett eller som inte existerar i verkligheten. Mental representation är därför en viktig komponent när det kommer till kognitiva övningar såsom problemlösning då vi kan ställa hypoteser genom att i tanken föreställa oss utfallet i tanken innan vi testar det i praktiken. 

## Mental representation ur ett neurologiskt perspektiv
Forskare inom neurologi har lagt ner mycket tid på att försöka utröna de neurala nätverk som ligger till grund för att skapa mentala bilder, men det finns fortfarande olika teorier för var i hjärnan mentala bilder bildas. Forskningen går isär gällande om det är samma delar som används vid faktiskt perception och mental representation eller om det endast är de högre regionerna som aktiveras vid mental avbildning. Mycket pekar dock på att det rör sig om en top-down aktivering i delar av de visuella areorna av kortex. Med andra ord aktiveras delar av de system som används när du faktiskt ser något även när du föreställer dig något.
Mark D’Esposito och kollegor använde sig av fMRI för att studera vad som hände då de bad ett antal testpersoner att mentalt föreställa sig olika föremål. Resultatet visade på aktivering i vänstra bakre temporala-occipitala regionen, area 37 i fusiform gyrus. De kunde dock inte upptäcka någon aktivering i V1.Detta stämmer överens med mycket annan forskning.
Enligt Marlene Berhmann kan patienter med skador ha svårt att identifiera verkliga objekt men ändå ha kvar förmågan att mentalt föreställa sig objekt. Detta föreslår att V1-V5 är nödvändiga för perception medan högre nivåer av synsystemet är avgörande för mental framställning av föremål. Det finns dock andra studier som visar på att det är samma system som aktiveras under faktisk perception och mental perception. Enligt dessa studier är det främst de högra nivåerna av perceptionssystemet som aktiveras vid mental framställning, men även en del lägre system. Skillnaden är att i faktiskt perception börjar processen i de nedre regionerna för att sedan röra sig till de högre regionerna, men i mental perception sker processen omvänt även om de är samma neuroner som är aktiverade. Martha Farah visade på detta med sin patient MGS som efter att ha fått occipitala cortex bortopererad fick nedsatt syn eftersom hon blivit av med primära syncortex, också fick en likvärdig nedsättning när hon skulle förställa sig objekt.
Studier med rCBF har visat att primära synregionerna aktiveras vid mental avbildning och Norton och Stark (1972) visade att vi gör samma ögonrörelser när vi föreställer oss ett objekt som när vi faktiskt tittar på det.
En del forskare tror att mentala bilder snarare bygger på en språklig grund snarare än en faktisk bild.
I de flesta fallen då de perceptuella delarna av hjärnan skadas och synen blir nedsatt, får även förmågan till mentala bilder en likvärdig nedsättning i funktion. 

## Mental representation och fysiska färdigheter
Mental representation har även använts för övning av motoriska övningar, särskilt av elitidrottare. Forskare har tittat på hur de motoriska regionerna i neocortex påverkas av att iaktta, minnas eller föreställa sig motoriska rörelser. Det finns två typer av mental avbildning i samband med övning. Antingen kan man tänka sig att man själv utför en övning och känna hur det känns att göra rörelserna, eller så kan man föreställa sig att man ser övningen utföras “utifrån”.
Vissa forskare menar att  det är samma strukturer som används vid mental representation som vid faktiskt utförande av rörelsen, andra att det är delvis samma strukturer och vissa menar att det är totalt olika system. 
Alex Martin och kollegor använde sig av PET för att titta närmare på detta. Testpersonerna fick repetera olika ord tyst för sig själva, medan PET visade vad som då hände i hjärnan. Det visade sig att när testpersonerna exempelvis repeterade namnet på ett verktyg så ökade blodflödet till den delen av motoriska kortex som är kopplad till händerna.
Hausen och Knosche använde sig i stället av MEG för att jämföra skillnaden mellan vad som händer när pianister lyssnar på pianomusik och när icke-pianister lyssnar på pianomusik. För de personer som inte var vana pianospelare registrerades ingen aktivering i motoriska cortex, men för pianisterna syntes en tydlig aktivering inte bara i den del av motoriska cortex som styr händerna, utan även så specifikt att de delar av ett stycke som spelas med ett visst finger, tex tumme, gav utslag på tummens specifika område i cortex. Detta visar att ju bättre vi kan en motorisk övning, desto mindre skillnad i aktivering blir det mellan att föreställa sig att man utför övningen och att man faktiskt utför den.
Nyberg och kollegor använde sig även de av PET för att jämföra aktiveringen i hjärnan då man utför en rörelse och aktiveringen i hjärnan då man föreställer sig att man utför en rörelse. De hade en grupp testpersoner som fick utföra en enkel rörelse med högerhanden, medan en annan grupp noggrant fick föreställa sig hur de utförde samma rörelse. Aktiveringen visade på likheter, men aktiveringen i sensoriska och motoriska cortex var betydligt svagare för de som endast föreställde sig rörelsen, och aktivitet i cerebellum saknades helt. Däremot var aktiviteten i prefrontala cortex starkare än för de som faktiskt utförde rörelsen.
Enligt ‘the reafferance theory’ lämnar varje påbörjad rörelse ett spår i hjärnan för intentionen med rörelsen. När rörelsen sedan faktiskt genomförs lämnas ett nytt spår efter utfallet. På så vis kan intention och utfall jämföras, och vid behov korrigeras till nästa genomförande.

## Spatial representation och mental rotation
Förmågan att kunna föreställa sig hur objekt förändras är grundläggande för spatial kognition, detta tycka vara en funktion som äger rum i posteriala peritala cortex. 
När vi ska förflytta oss sträckor mentalt, till exempel förställa oss vägen från punkt "a" till punkt "b" antingen längs en väg eller på en karta, tar det längre tid ju längre avståndet är. Detta indikerar att våra mentala representationer följer en spatial representation av verkligheten. Experiment har visat att personer som ska föreställa sig att de går en viss sträcka tar lika mycket tid på sig och tänker sig lika många steg som om de hade gått sträckan i verkligheten. Utifrån detta kan man tänka sig att det är samma system i hjärnan som används vid mentalisering som vid verkligt genomförande. Både skador på högra och vänstra hemisfären tycks ge nedatt förmåga till spatial kognition. 
Förmågan att mentalt rotera föremål har diskuterats och studerats flitigt, men teorierna går fortfarande isär gällande vilken del av hjärnan som är avgörande för denna förmåga, även om den mesta forskningen pekar mot att det är till största delen högra halvan av hjärnan. Farah menar att det rör sig om ett samarbete mellan delar i både högra och vänstra hemisfären, med viss övervikt på högra hemisfären. Freda Newcombe och Graham Ratcliffe föreslår att den vänsta hemisfären är avgörande för att framkalla en mental bild, men att det är den högra hemisfären som sedan kan manipulera eller rotera den mentala bilden.
Viss forskning menar att det är en förutsättning att fysiskt ha testat rotera ett föremål innan man kan föreställa sig hur man roterar det, och att de motoriska delarna i hjärnan som aktiveras vid fysisk rotation också aktiveras vid mental rotation. 

## Mental representation inom anknytningsteorin
Inom anknytningsteorin använder man begreppet inre arbetsmodeller, som enligt John Bowlby bättre betonar att individen själv aktivt kan använda de mentala representationerna för att aktivt förutsäga verkligheten.